# Узкие
У́зкие — деревня в Медвежьегорском районе Республики Карелия. Входит в состав Великогубского сельского поселения.

## География
Деревня находится на восточном берегу озера Космозеро.

## Население
| 2002 | 2010 | 2013 |
| ---- | ---- | ---- |
| 0    | →0   | →0   |

## Достопримечательности
В деревне находится памятник истории — деревянная часовня Космы и Дамиана (около 1720 года постройки).